# Mansonia (planta)
Mansonia é um género botânico pertencente à família Malvaceae.

## Espécies
- Mansonia altissima (A.Chev.) A.Chev.
- Mansonia diatomanthera Brenan